# 5 por Dia

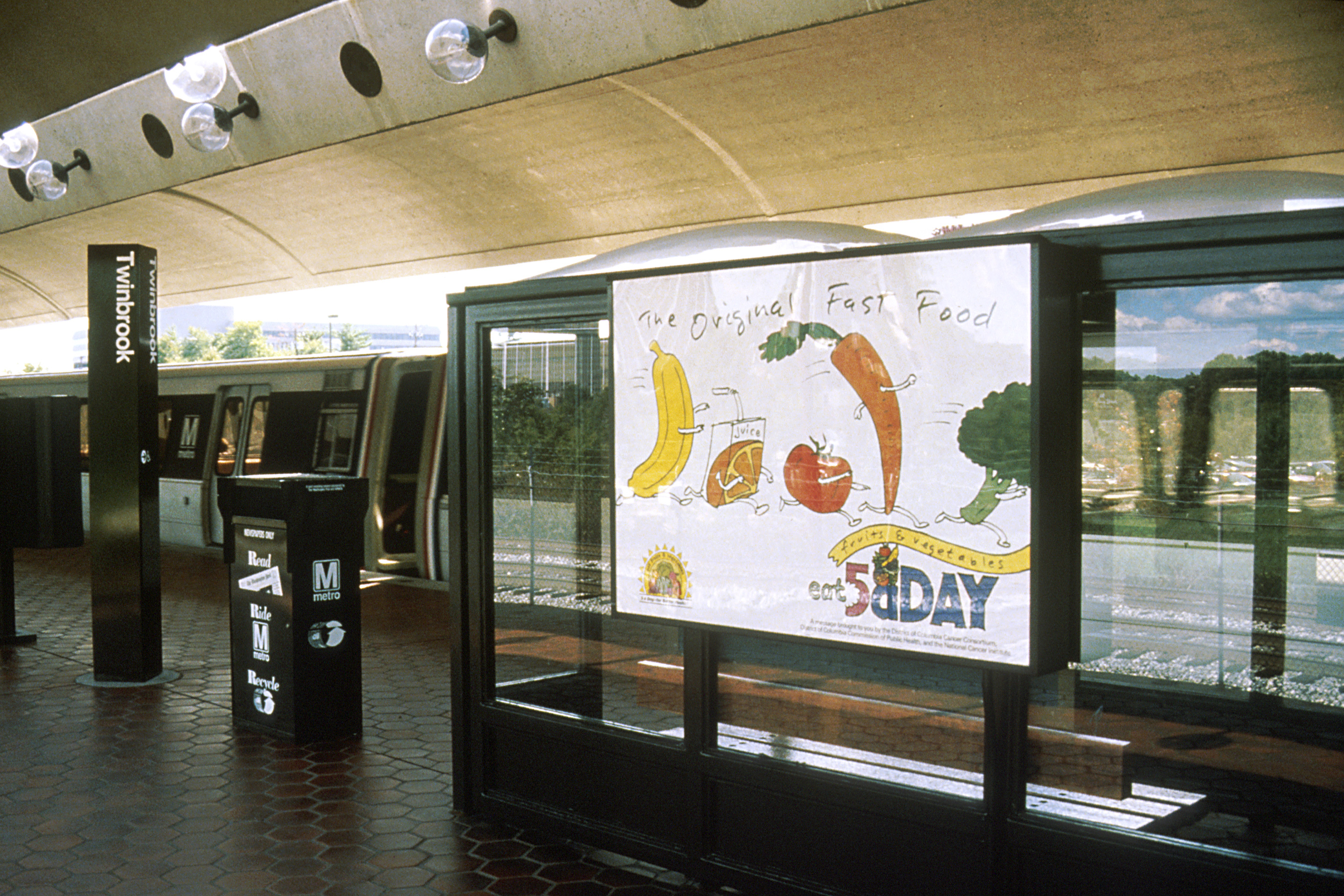
Campanha de pôsteres do National Institutes of Health

5 a Day é qualquer uma das várias campanhas nacionais em países desenvolvidos como Estados Unidos, Reino Unido, França e Alemanha, para incentivar o consumo de pelo menos cinco porções de frutas e vegetais por dia, seguindo recomendação do  Organização Mundial de Saúde que os indivíduos consumam "um mínimo de 400g de frutas e vegetais por dia (excluindo batatas e outros tubérculos amiláceos)." Uma meta-análise dos diversos estudos sobre o assunto foi publicada em 2017 e constatou que o consumo do dobro da recomendação mínima - 800g ou 10 unidades por dia - proporcionou maior proteção contra todas as formas de mortalidade. Em alguns lugares, as pessoas são incentivadas a comer não apenas cinco porções por dia, mas sete.

## Provas
Está provado que comer frutas e vegetais melhora a saúde e o bem-estar. Aumentar a ingestão de vegetais até este nível desejado tem uma variedade de benefícios de saúde maiores e menores. Os benefícios incluem a redução do risco de muitos tipos de câncer, hipertensão, doenças cardíacas, derrame cerebral e diabetes. O Instituto Nacional do Câncer forneceu pesquisas para o programa, enquanto a Fundação Produce for Better Health implementou o programa na indústria de alimentos.

## Vistas internacionais

### Austrália
Go for 2 & 5 é a campanha equivalente na Austrália, em que os adultos precisam comer pelo menos duas porções de frutas e cinco porções de vegetais por dia. Uma "porção padrão de frutas" é de150 gramas de frutas frescas, enquanto uma "porção padrão de vegetais" é de 75 gramas.

### Canadá
No Canadá, a Associação Canadense de Marketing de Produtos (CPMA), o Programa de Verificação de Saúde da Fundação Coração e Derrame cerebral e a Sociedade Canadense de Câncer fizeram uma parceria para criar Frutas e Vegetais - Misture tudo! campanha, incentivando as famílias canadenses a comer mais. A campanha foca em maneiras fáceis de as pessoas terem uma alimentação saudável, onde e quando puderem.

### França
O PNNS (Programme national nutrition santé, Programa nacional de nutrição saudável,) francês recomenda pelo menos 5 porções de frutas e / ou vegetais por dia.

### Alemanha
O programa 5 am Tag (5 por Dia) atua na Alemanha.

### Japão
A campanha 5 a Day no Japão é administrada por uma Organização sem Fins Lucrativos: 5 A DAY Association-Japan (一般 社 団 法人 フ ァ イ ブ ・ ア ・ デ イ 協会). O programa recomenda cinco porções ao dia, totalizando 350 gramas de vegetais e 200 gramas de frutas.

### Nova Zelândia
5 por Dia também é conhecido como 5 + A Day na Nova Zelândia. O 5 + A Day foi fundado na Nova Zelândia em 1994 pela organização sem fins lucrativos United Fresh New Zealand e tornou-se um Fundo de Caridade em 2007.

### Noruega
Fem om dagen (cinco por dia) é a recomendação do Diretório Norueguês de Saúde para comer cinco porções de frutas, frutas vermelhas ou vegetais por dia.

### Reino Unido
O Serviço Nacional de Saúde explica que uma "porção" é: duas ou mais frutas pequenos, um pedaço de tamanho médio ou meio pedaço de fruta fresca grande; ou duas lanças de brócolis ou quatro colheres de sopa cheias de couve cozida, espinafre, folhas verdes ou feijão verde; ou três colheres de sopa cheias de vegetais cozidos; ou três palitos de aipo, um pedaço de pepino 5 cm, um tomate médio ou sete tomates cereja; ou três ou mais colheres de sopa cheias de feijão ou leguminosas.
O programa foi apresentado pelo Departamento de Saúde do Reino Unido no inverno de 2002–2003 e recebeu crítica adversa da mídia por causa dos custos altos e crescentes de frutas frescas e vegetais. Depois de dez anos, a pesquisa sugeriu que poucas pessoas estavam atingindo a meta.
A campanha foi criticada pelo Channel 4 por causa da falha do governo em impedir que a indústria de alimentos alegasse que seus produtos constituem parte de um cinco por dia, apesar da adição de sal, açúcar ou gordura.
Em abril de 2014, um estudo da University College London concluiu que '5 por dia' não era suficiente e que uma dieta saudável deveria conter 10 porções de frutas e vegetais.

### Estados Unidos
O programa 5 a Day nos Estados Unidos era originalmente o Programa Nacional de Frutas e Vegetais, mas foi rebatizado de Frutas e Vegetais - Maior Importância em março de 2007.